# Cobaltaustinite
La cobaltaustinite è un minerale appartenente al gruppo dell'adelite-descloizite.